# Elizabeth Kaitan
Elizabeth Kaitan (ur. 19 lipca 1960 roku na Węgrzech) – amerykańska aktorka i modelka.
Jako ośmiolatka przeniosła się z rodziną z Węgier do Ameryki. Była modelką nowojorskiej agencji Bonnie Kay na początku lat osiemdziesiątych. Do dziś zagrała w blisko czterdziestu filmach i serialach tv, m.in. w czterech częściach Akademii policyjnej, siódmej części Piątku, trzynastego i horrorze Cicha noc, śmierci noc II.